# Liste der Stolpersteine in Berlin-Wedding
Die Liste der Stolpersteine in Berlin-Wedding enthält die Stolpersteine im Berliner Ortsteil Wedding im Bezirk Mitte, die an das Schicksal der Menschen erinnern, die im Nationalsozialismus ermordet, deportiert, vertrieben oder in den Suizid getrieben wurden. Die Spalten der Tabelle sind selbsterklärend. Die Tabelle erfasst insgesamt 76 Stolpersteine und ist teilweise sortierbar; die Grundsortierung erfolgt alphabetisch nach dem Familiennamen.
Inzwischen gibt es auch Stolperschwellen, die aus einem im Gehweg verankerten längeren Metallstreifen bestehen. Sie tragen keine Personennamen, sondern weisen auf hier früher befindliche Einrichtungen hin.

## Stolperschwelle
In Berlin-Wedding ist folgende Stolperschwelle verlegt worden:
| Bild | Standort                | Lage | Verlegedatum | Erläuterung                        |
| ---- | ----------------------- | ---- | ------------ | ---------------------------------- |
|      | Kurt-Schumacher-Damm 41 | Lage | 5. März 2024 | Zur Erinnerung an die Fabrikaktion |

## Stolpersteine
Folgende Stolpersteine sind in Wedding verlegt:
| Bild | Name                    | Standort                                               |      | Verlegedatum  | Leben |
| ---- | ----------------------- | ------------------------------------------------------ | ---- | ------------- | --- |
|      | Alfons Alexander        | Turiner Straße 46                                      | Lage |               | geboren am 20. Oktober 1908 in Berlin, verheiratet mit Anni Levi, gemeinsame Tochter Evelyne, von Beruf Klempner; Deportation am 4. März 1943 von Berlin in das Vernichtungslager Auschwitz mit dem 34. Osttransport |
|      | Anni Alexander          | Turiner Straße 46                                      | Lage |               | geborene Levi, geboren am 10. Juni 1909 in Berlin, verheiratet mit Alfons Alexander, gemeinsame Tochter Evelyne; Deportation am 4. März 1943 von Berlin in das Vernichtungslager Auschwitz mit dem 34. Osttransport |
|      | Evelyne Alexander       | Turiner Straße 46                                      | Lage |               | geboren am 3. Mai 1936 in Berlin, Tochter von Anni und Alfons Alexander; Deportation am 4. März 1943 von Berlin in das Vernichtungslager Auschwitz mit dem 34. Osttransport |
|      | Adolf Barkowsky         | Reinickendorfer Straße 77                              | Lage | Nov. 2009     | geboren am 20. Dezember 1923 in Berlin; Deportation am 17. November 1941 von Berlin in das Ghetto Kowno (Kauen) Fort IX, ebenda am 25. November 1941 ermordet |
|      | Helene Barkowsky        | Reinickendorfer Straße 77                              | Lage | Nov. 2009     | geborene Heymann, geboren am 18. Februar 1896 in Berlin; Deportation am 17. November 1941 von Berlin in das Ghetto Kowno (Kauen) Fort IX, ebenda am 25. November 1941 ermordet |
|      | Julius Barkowsky        | Reinickendorfer Straße 77                              | Lage | Nov. 2009     | Julius Barkowsky wurde am 24. Dezember 1887 in Friedland bzw. Bartenstein (russ. Prawdinsk; poln. Bartoszyce) geboren; Deportation am 17. November 1941 von Berlin in das Ghetto Kowno (Kauen) Fort IX, ebenda am 25. November 1941 ermordet |
|      | Willi Bolien            | Maxstraße 12                                           | Lage | 9. Juni 2009  | Willi Bolien wurde am 8. März 1907 in Berlin-Wedding geboren. Der gelernte Klempner war im Arbeitersport aktiv und ein erfolgreicher Kraulschwimmer. Im Sommer war er regelmäßig als Rettungsschwimmer am Plötzensee tätig, mindestens eine Person soll er dabei vor dem Ertrinken bewahrt haben. Nach sechs Jahren Arbeitslosigkeit erhielt er 1935 eine Anstellung bei der Hans Windhoff Apparate- und Maschinenfabrik AG, die zu diesem Zeitpunkt bereits ein Zulieferbetrieb für die Luftfahrtindustrie war. Noch im gleichen Jahr heiratete er Hildegard Plantikow. Nach den Berichten seines Sohns, der 1942 geboren wurde, gab es wegen der langen Phase der Arbeitslosigkeit zwischen Willy Bolien und seinen Schwiegereltern regelmäßig Streitigkeiten. Im Jahr 1943 begann Willi Bolien eine Widerstandsgruppe in seinem Betrieb aufzubauen. Er leitete Flugblätter weiter, sammelte Geld für die Unterstützung von Widerständlern und sorgte für Kontakte zu sowjetischen Zwangsarbeitern. Zum Schutz vor den Luftangriffen auf Berlin brachte er seine Frau und seinen Sohn nach Herzberg an der Schwarzen Elster. Seine Besuche dort nutzte er auch, um Gespräche mit möglichen Mitstreitern zu führen und Flugblätter im südlichen Brandenburg zu verteilen. Nachdem Karl Rudolf, ein Freund aus dem Arbeitersport, seine Wohnung durch einen Bombentreffer verloren hatte, zog Willi Bolien zu seinen Eltern und überließ seine Wohnung der Familie seines Freundes. Am 13. Oktober 1944 wurde er in der Maxstraße 12 – der Wohnung seiner Eltern – festgenommen und in die Gestapozentrale am Alexanderplatz gebracht. Hier wurde er gefoltert, um Informationen über weitere Widerständler zu erhalten. Durch seinen Entschluss, sich aus einem Fenster zu stürzen, wurden mindestens drei Mitglieder seiner Widerstandsgruppe nicht entdeckt. Willi Bolien überlebte den Sturz nicht und starb am 14. Oktober 1944. Bereits in den 1950er Jahren wurde an dem Haus Maxstraße 12 eine Gedenktafel angebracht, sie wurde jedoch erst beschmiert und schließlich durch Hammerschläge zerstört. Ein Ersatz für die Tafel wurde am 12. Juni 1951 angebracht, jedoch wurde auch diese ein Ziel von Anschlägen, so dass sie auf Wunsch der Witwe von Willi Bolien abgenommen wurde. |
|      | Anna Demloff            | Sprengelstraße 14                                      | Lage | Dez. 2006     | geborene Grossmann, geboren 1904, Tochter eines Heilpraktikers, der zugleich auch Vorsitzender des Berufsverbandes war; verheiratet mit Rudolf Demloff, hatten zwei Söhne (Erwin und Jürgen), in der Familie gab es Spannungen zwischen dem Vater und dem Schwiegersohn, da er aus ärmeren Verhältnissen kam; Anna Demloff belastete diese Situation, 1934 wurde bei ihr „manisch-depressives Irresein“ diagnostiziert, kam zunächst in die Wittenauer Heilstätten, 1938 wurde die Ehe geschieden und zur gleichen Zeit wurde sie in eine andere Anstalt verlegt, am 3. Juli 1940 wurde sie in der Tötungsanstalt Hartheim ermordet |
|      | Elfriede Judith Fleck   | Müllerstraße 52                                        |      | 3. März 2023  | |
|      | Martha Mirjam Fleck     | Müllerstraße 52                                        |      | 3. März 2023  | |
|      | Otto Frank              | Nordufer 14                                            | Lage | Juli 2008     | Otto Frank wurde 1874 als Sohn eines Zigarrenmachers geboren. Seit seiner Ausbildung zum Maschinenschlosser war er Mitglied im Deutschen Metallarbeiter-Verband, was er auch bis zur Zerschlagung dieser Gewerkschaft 1933 blieb. Seit 1912 war er hauptamtlicher Parteisekretär der SPD Berlin, von 1914 bis 1917 diente er trotz seines Alters als Soldat im Ersten Weltkrieg. Nach seiner Zeit als Soldat wurde er 1917 zum Vorsitzenden der Vorwärts-Pressekommission gewählt, in den Jahren 1918 und 1919 war er Mitglied des Berliner Vollzugsrats. Mit der Entscheidung für eine parlamentarische Demokratie wurde er 1919 in die verfassungsgebende Preußische Landesversammlung gewählt. Mit der Verabschiedung der Preußischen Verfassung endete diese Versammlung, so dass Otto Frank nach der Bildung von Groß-Berlin schließlich am 21. Februar 1921 zum besoldeten Bezirksstadtrat von Wedding gewählt werden konnte. Rund einen Monat vor dem Ende seiner regulären zwölfjährigen Amtszeit wurde das Rathaus Wedding am 14. März 1933 von Angehörigen der SA besetzt, wobei Otto Frank verletzt wurde. Das Verbot der SPD führte dazu, dass Otto Frank zusammen mit Alfred Markwitz, Karl Schwarz und Richard Schmidt eine illegale Parteileitung bildete, die mit Parteimitgliedern im Exil Kontakt hielt. Im August 1933 wurde die Gruppe verhaftet und in Untersuchungshaft genommen. Während der Verhöre in der Gestapo-Zentrale und im Columbia-Haus wurden Otto Frank und seine Kollegen mehrfach misshandelt; Otto Frank weigerte sich zunächst, ein vorbereitetes Geständnis zu unterschreiben. Zum Prozessbeginn am 17. Februar 1934 wiesen die Beschuldigten, die sich unter anderem von Ernst Fraenkel vertreten ließen, sowohl auf die erzwungenen Geständnisse auch auf die brutalen Verhöre hin. Das Kammergericht sprach schließlich alle Angeklagten aus Mangel an Beweisen frei. Die Verletzungen, die Otto Frank erlitten hatte, waren jedoch so schwerwiegend, dass er am 20. Juli 1936 an den Folgen der Misshandlungen verstarb. |
|      | Ella Gattel             | Nazarethkirchstraße 49                                 |      | 30. Nov. 2013 | |
|      | Sophie Hirsch           | Utrechter Straße 10 (ehem. Utrechter Straße 4)         | Lage |               | geborene Goldschmidt, geboren am 27. Mai 1887 in Berlin, wohnte seit Mitte der 1930er Jahre in der Utrechter Straße; Deportation am 27. November 1941 von Berlin nach Riga, ebenda am 30. November 1941 ermordet |
|      | Awigdor Jospe           | Liebenwalder Straße 40                                 | Lage |               | geboren am 3. August 1940 in Berlin, Sohn von Heinz Hermann Jospe und seiner Frau Henriette; Deportation am 12. Januar 1943 von Berlin in das Vernichtungslager Auschwitz |
|      | Heinz Hermann Jospe     | Liebenwalder Straße 40                                 | Lage |               | geboren am 19. Oktober 1915 in Briesen (Mark), verheiratet mit Henriette Hopp, lebten seit 1938 in der Liebenwalder Straße, im dritten Stock des II. Quergebäudes, in einer Einzimmerwohnung, gemeinsamer Sohn Awigdor; arbeitete zuletzt als Zwangsarbeiter beim Kolonialpolitischen Amt der NSDAP als Kohlen-Transportarbeiter; am 11. Januar 1943 kam die gesamte Familie in das Sammellager Große Hamburger Straße 26 und wurde am 12. Januar 1943 in das Vernichtungslager Auschwitz deportiert |
|      | Henriette Jospe         | Liebenwalder Straße 40                                 | Lage |               | geborene Hopp, geboren am 30. Juli 1914 in Berlin, verheiratet mit Heinz Hermann Jospe, gemeinsamer Sohn Awigdor; arbeitete zuletzt als Monteurin bei der Firma Elektrica in der Hauptstraße 49 in Schöneberg; Deportation am 12. Januar 1943 von Berlin in das Vernichtungslager Auschwitz |
|      | Marie Kairies           | Liebenwalder Straße 44                                 | Lage |               | geborene Springer, geboren am 25. Februar 1870 in Schnaittach, Witwe und Rentnerin, wohnte in einer Zweizimmerwohnung; Deportation am 19. Januar 1942 von Berlin nach Riga in das Ghetto Riga |
|      | Alma Kaphan             | Malplaquetstraße 12                                    |      | 5. Dez. 2019  | |
|      | Simon Kaphan            | Malplaquetstraße 12                                    |      | 5. Dez. 2019  | |
|      | Albert Kayser           | Groninger Straße 22                                    | Lage | 23. Okt. 2012 | geboren am 28. November 1898 in Stettin (poln. Szczecin), von Beruf Arbeiter und Reichstagsabgeordneter; am 26. Januar 1935 von der Gestapo verhaftet, vom Volksgerichtshof wegen Vorbereitung zum Hochverrat Anfang August 1935 zum Tode verurteilt, Todesurteil wurde später in eine lebenslange Zuchthaushaft umgewandelt, vom Gefängnis Plötzensee kam er ab Februar 1936 in das Zuchthaus Brandenburg-Görden und am 21. Dezember 1943 in das KZ Buchenwald; starb ebenda am 18. Oktober 1944 an Flecktyphus. |
|      | Regina Korytowski       | Müllerstraße 28                                        | Lage |               | geborene Graetz, geboren am 1. Februar 1868 in Wollstein, wohnte zuletzt zusammen mit ihrer Tochter Hilde Meyerstein; Deportation am 6. August 1942 von Berlin in das Ghetto Theresienstadt, starb ebenda am 22. August 1942 nach offizieller Todesfallanzeige an Kachexie und „Erschöpfung“ |
|      | Otto Kroeger            | Utrechter Straße 43                                    | Lage | 8. Juni 2009  | |
|      | Albert Kuntz            | Afrikanische Straße 140                                | Lage | 23. Okt. 2012 | |
|      | Gerhard Lehmann         | Liebenwalder Straße 16                                 | Lage |               | |
|      | Hulda Lehmann           | Liebenwalder Straße 16                                 | Lage |               | |
|      | Martin Lehmann          | Liebenwalder Straße 16                                 | Lage |               | |
|      | Siegbert Lehmann        | Liebenwalder Straße 16                                 | Lage |               | |
|      | Julius Lewin            | Otawistraße 23                                         | Lage | 30. Nov. 2021 | Der erste Stolperstein für Julius Lewin wurde am 12. September 2008 verlegt (Foto des damals verlegten Steins) und am 30. November 2021 gegen eine neue Fassung ausgetauscht. Julius Lewin, geb. am 15. Januar 1896 als Joel Lewin in Zgierz (Polen). Er kam 1917 nach Berlin, wo er sich zu etablieren versuchte. Es wurde ihm aber seine (russische) Staatsangehörigkeit aberkannt, sodass er von nun an staatenlos war. Von 1919 bis 1927 lebte er mit seiner Frau Gertrud Tarrey und der Tochter Jenny in Hamborn. Dort starben aber auch zwei weitere Kinder. 1927 kam die Familie nach Berlin zurück, wo es ihm gelang einen eigenen Malereibetrieb aufzubauen. Hier kam nun die zweite Tochter Ingeborg zur Welt. Julius Lewin war zwischenzeitlich zum Christentum konvertiert und die Kinder wurden 1938 in der Kapernaumkirche getauft, wo die Eltern auch den 1938 geborenen Sohn Bernhard taufen ließen, wohl in der Hoffnung dadurch die Kinder vor Verfolgung zu schützen. Durch die Verordnung zur Ausschaltung der Juden aus dem deutschen Wirtschaftsleben wurde sein Betrieb enteignet und geschlossen, danach musste Julius Lewin Zwangsarbeit leisten. Am 9. August 1940 wurde gegen ihn und seine gesamte Familie ein Aufenthaltsverbot für das Reichsgebiet erlassen, was aber durch ein Gesuch seiner Frau Gertrud um ein Jahr hinausgezögert werden konnte. Um die Räumung der Wohnung zu verhindern, mussten sich die Eheleute scheiden lassen, woraufhin Julius nun aus der gemeinsamen Wohnung ausziehen musste. Er versteckte sich im „Ehrenhof“ der Friedrich-Ebert-Siedlung, bis dieses Versteck verraten wurde. Anschließend kam er in der Fronhoferstraße in Steglitz unter. Die Zwangsarbeit musste Julius Lewin bei dem Kohlenhändler Max Miersch, Ludendorfstr. 93, Berlin-Steglitz, leisten. Obwohl er keine öffentlichen Verkehrsmittel mehr benutzen durfte, kam Julius oft zur Familie in die Otawistraße. Der Kohlenhändler Max Miersch warnte Julius mehrfach vor der drohenden „Abholung“, konnte aber nicht verhindern, dass Julius am 7. Januar 1944 in das Jüdische Altersheim in die Große Hamburger Straße gebracht wurde, das als Sammellager für zu deportierende Juden genutzt wurde. Hier konnte ihn seine Tochter Jenny noch ein letztes Mal sprechen. Am 10. Januar 1944 wurde er mit dem 10. Alterstransport nach Theresienstadt deportiert, von wo es noch bis zum 14. August 1944 Briefkontakte gab. Am 29. September wurde er nach Auschwitz weiter deportiert, wo er verstarb. Als offizielles Todesdatum ist der 8. Mai 1945 bestimmt worden. |
|      | Paul Lippmann           | Ruheplatzstraße 14                                     | Lage | Mai 2008      | |
|      | Johanna Markus          | Liebenwalder Straße 16                                 | Lage |               | |
|      | Siegbert Markus         | Liebenwalder Straße 16                                 | Lage |               | |
|      | Max Josef Metzger       | Müllerstraße 161                                       |      | 22. Sep. 2016 | |
|      | Hilde Meyerstein        | Müllerstraße 28                                        | Lage |               | geborene Korytowski, geboren am 24. Februar 1898 in Berlin, Tochter von Regina Korytowski; Deportation am 17. Mai 1943 von Berlin in das Vernichtungslager Auschwitz |
|      | Hedwig Müller           | Sprengelstraße 6                                       |      | 22. Sep. 2016 | |
|      | Berta Nelson            | Amsterdamer Straße 14                                  | Lage | Apr. 2003     | |
|      | Heinz Nelson            | Amsterdamer Straße 14                                  | Lage | Dez. 2007     | |
|      | Martha Neumann          | Hochstädter Straße 1                                   | Lage |               | |
|      | Max Neumann             | Hochstädter Straße 1                                   | Lage |               | |
|      | Herbert Nothenberg      | Liebenwalder Straße 38                                 | Lage |               | |
|      | Kurt Nothenberg         | Liebenwalder Straße 38                                 | Lage |               | |
|      | Georg Pless             | Liebenwalder Straße 16                                 | Lage |               | |
|      | Johanna Pless           | Liebenwalder Straße 16                                 | Lage |               | |
|      | Erich Reuss             | Amsterdamer Straße 27 (Müllerstraße 38)                |      | 18. Feb. 2022 | |
|      | Eva Reuss               | Amsterdamer Straße 27 (Müllerstraße 38)                |      | 18. Feb. 2022 | |
|      | Heinrich Reuss          | Amsterdamer Straße 27 (Müllerstraße 38)                |      | 18. Feb. 2022 | |
|      | Martha Reuss            | Amsterdamer Straße 27 (Müllerstraße 38)                |      | 18. Feb. 2022 | |
|      | Adolf Rosenbach         | Londoner Straße 4-5                                    |      | 21. Okt. 2023 | Jahrgang 1935. Interniert 1936 im Zwangslager Berlin-Marzahn. Deportiert nach Auschwitz-Birkenau März 1943. Im selben Jahr ermordet. |
|      | Alfred P. Rosenbach     | Londoner Straße 4-5                                    |      | 21. Okt. 2023 | Jahrgang 1931. Interniert 1936 im Zwangslager Berlin-Marzahn. Deportiert nach Auschwitz-Birkenau. 1944 nach Buchenwald transportiert. Verstarb am 1. Februar 2019 in Schwalbach. |
|      | Agathe Rosenbach        | Londoner Straße 4-5                                    |      | 21. Okt. 2023 | Jahrgang 1907. Interniert 1936 im Zwangslager Berlin-Marzahn. Deportiert nach Auschwitz-Birkenau März 1943. |
|      | Alfred Pivitz Rosenbach | Londoner Straße 4-5                                    |      | 21. Okt. 2023 | Jahrgang 1911. Interniert 1936 im Zwangslager Berlin-Marzahn. Deportiert nach Auschwitz-Birkenau März 1943. |
|      | Dieter Rosenbach        | Londoner Straße 4-5                                    |      | 21. Okt. 2023 | Jahrgang 1942. Geboren im Zwangslager Berlin-Marzahn. Deportiert nach Auschwitz-Birkenau März 1943. Im selben Jahr ermordet. |
|      | Günther Rosenbach       | Londoner Straße 4-5                                    |      | 21. Okt. 2023 | Jahrgang 1941. Geboren im Zwangslager Berlin-Marzahn. Deportiert nach Auschwitz-Birkenau März 1943. Im selben Jahr ermordet. |
|      | Margarete Rosenbach     | Londoner Straße 4-5                                    |      | 21. Okt. 2023 | Jahrgang 1939. Geboren im Zwangslager Berlin-Marzahn. Deportiert nach Auschwitz-Birkenau März 1943. Im selben Jahr ermordet. |
|      | Murmel Rosenbach        | Londoner Straße 4-5                                    |      | 21. Okt. 2023 | Jahrgang 1943. Geboren und ermordet in Auschwitz-Birkenau. |
|      | Paul Rosenbach          | Londoner Straße 4-5                                    |      | 21. Okt. 2023 | |
|      | Renate Rosenbach        | Londoner Straße 4-5                                    |      | 21. Okt. 2023 | Jahrgang 1933. Interniert 1936 im Zwangslager Berlin-Marzahn. Deportiert nach Auschwitz-Birkenau März 1943. Im selben Jahr ermordet |
|      | Walter Rosenbach        | Londoner Straße 4-5                                    |      | 21. Okt. 2023 | Jahrgang 1934. Interniert 1936 im Zwangslager Berlin-Marzahn. Deportiert nach Auschwitz-Birkenau März 1943. Im selben Jahr ermordet. |
|      | Willy Sachse            | Corker Straße 29 früher Corker Straße 6                | Lage | 23. Okt. 2012 | Willy Sachse wurde am 7. Januar 1896 in Leipzig geboren. Er absolvierte eine Ausbildung zum Feinmechaniker und schloss sich der sozialistischen Jugendbewegung an. Während des Ersten Weltkriegs wurde er zwangsrekrutiert und gehörte ab 1917 zu den Organisatoren des politischen Widerstands in der kaiserlichen Marine. Dafür wurde er zusammen mit Max Reichpietsch, Albin Köbis und zwei weiteren Matrosen zum Tode verurteilt. Reichpietsch und Köbis wurden hingerichtet, für die anderen drei wurde das Urteil in 15 Jahre Zuchthaus umgewandelt. Sachse wurde 1918 aus dem Zuchthaus befreit. In den 1920er-Jahren gehörte er der KPD an und schloss sich der KPO an. Ab 1933 arbeitete als freier Schriftsteller und technischer Zeichner. In dieser Zeit verfasste er unter anderem die Schriften der Widerstandsgruppe um Robert Uhrig. Am 4. Februar 1942 wurde Willy Sachse festgenommen, der Volksgerichtshof verurteilte ihn am 6. Juni 1944 zum Tode. Er wurde am 21. August 1944 im Zuchthaus Brandenburg hingerichtet. |
|      | Else Samuel             | Groninger Straße 36 (ehem. Utrechter Straße 36)        |      | Okt. 2010     | Else Samuel, geborene Urbaniczyk, wurde am 4. Februar 1905 in Gleiwitz geboren. Die ausgebildete Krankenschwester heiratete am 23. August 1934 Günther Samuel. Sie arbeitete im Jüdischen Krankenhaus. Zusammen mit ihrem Mann und ihrem Sohn Hans-Peter wurde sie am 4. August 1943 mit dem 95. Alterstransport in das Ghetto Theresienstadt deportiert. Eine weitere Deportation folgte am 4. Oktober 1944 nach Auschwitz, wo sie ermordet wurde. Ihr Todesdatum ist nicht bekannt. |
|      | Günther Samuel          | Groninger Straße 36 (ehem. Utrechter Straße 36)        |      | Okt. 2010     | Günther Samuel (geboren am 25. Juni 1903) war gebürtiger Trebbiner, Kaufmann in Trebbin und Stadtverordneter sowie Vorsitzender des Fußballvereins. 1933 ließ sich seine nichtjüdische Frau von ihm scheiden. Am 23. August 1934 heiratete er zum zweiten Mal und zog 1935 in die Utrechter Str. 36. Zusammen mit seiner Frau Else und dem gemeinsamen Sohn Hans Peter wurde er am 4. August 1943 mit dem 95. Alterstransport in das Ghetto Theresienstadt deportiert. Er kam am 30. Dezember 1944 im KZ-Außenlagerkomplex Kaufering ums Leben. Für ihn wurde am 11. Juni 2013 ein weiterer Stolperstein in Trebbin verlegt. |
|      | Hans Peter Samuel       | Groninger Straße 36 (ehem. Utrechter Straße 36)        |      | Okt. 2010     | Hans-Peter Samuel wurde am 22. August 1936 als Sohn von Else und Günther Samuel geboren. Er wurde zusammen seinen Eltern am 4. August 1943 mit dem 95. Alterstransport in das Ghetto Theresienstadt deportiert. Eine weitere Deportation folgte am 4. Oktober 1944 nach Auschwitz, wo er ermordet wurde. Sein Todesdatum ist nicht bekannt. |
|      | Herbert Schenk          | Gerichtstraße 22                                       | Lage | 8. Juni 2009  | geboren am 8. Juli 1907 in Berlin, von Beruf Tischler, seit 5. Oktober 1935 mit Irene Sulecki (geb. am 31. März 1909) verheiratet, gehörte dem Berliner Arbeiterwiderstand an, in der Saefkow-Jacob-Bästlein-Organisation aktiv; Deportation am 8. Juli 1944 in das Zuchthaus Brandenburg-Görden, verstarb ebenda am 15. Januar 1945 nach langer Krankheit. |
|      | Emil Schwarz            | Ostender Straße 2                                      | Lage | 12. Dez. 2007 | Emil Schwarz wurde am 10. September 1883 in Großdorf in Birnbaum geboren. Er war seit dem 19. März 1914 mit Toni Schwarz (geb. Finkenstein) verheiratet. Vermutlich bis zum Oktober 1938 besaß er ein Textilgeschäft im damaligen Haus Reinickendorfer Straße 4 / Müllerstraße 30. Die Familie lebte bereits seit dem 1. April 1934 in der Wohnung in der Ostender Straße. Im März 1939 konnten die beiden Kinder Hildegard und Günther über Triest nach Shanghai fliehen. Die Eheleute Schwarz mussten nach der Enteignung der Familie Zwangsarbeit bei der Firma P. Schützler und Co. in der Pappelallee im Prenzlauer Berg leisten. Am 28. März 1942 wurden Emil und Toni Schwarz zusammen mit ihrer Tochter Vera mit dem XI. Transport nach Piaski deportiert. |
|      | Leew Schwarz            | Ostender Straße 2a                                     | Lage | 12. Dez. 2007 | Leew Schwarz wurde am 20. Dezember 1878 in Schrimm geboren. Zum Zeitpunkt der Vermögenerhebung am 28. Februar 1943 leistete er Zwangsarbeit bei der Deutschen Gummiwarenfabrik in Weißensee. Das Vermögen der Eheleute in Höhe von 16.000 RM wurde zu diesem Zeitpunkt eingezogen, sie wohnten vor ihrer Deportation zur Untermiete in einem möblierten Zimmer in der Ostender Straße 2a. Leew Schwarz wurde am 3. März 1943 zusammen mit seiner Frau Tana mit dem 33. Osttransport nach Auschwitz deportiert. |
|      | Tana Schwarz            | Ostender Straße 2a                                     | Lage | 12. Dez. 2007 | Tana Schwarz wurde am 10. März 1876 in Zülz als Tana Loewy geboren. Das Vermögen der Eheleute in Höhe von 16.000 RM wurde im Februar 1943 eingezogen, sie wohnten vor ihrer Deportation zur Untermiete in einem möblierten Zimmer in der Ostender Straße 2a. Tana Schwarz wurde am 3. März 1943 zusammen mit ihrem Mann Leew mit dem 33. Osttransport nach Auschwitz deportiert. |
|      | Toni Schwarz            | Ostender Straße 2                                      | Lage | 12. Dez. 2007 | Toni Schwarz wurde am 24. August 1892 in Lautenburg als Toni Finkenstein geboren. Sie war seit dem 19. März 1914 mit Emil Schwarz verheiratet. Die Familie lebte bereits seit dem 1. April 1934 in der Wohnung in der Ostender Straße. Im März 1939 konnten die beiden Kinder Hildegard und Günther über Triest nach Shanghai fliehen. Die Eheleute Schwarz mussten nach der Enteignung der Familie Zwangsarbeit bei der Firma P. Schützler und Co. in der Pappelallee im Prenzlauer Berg leisten. Am 28. März 1942 wurden Emil und Toni Schwarz zusammen mit ihrer Tochter Vera mit dem XI. Transport nach Piaski deportiert. |
|      | Vera Schwarz            | Ostender Straße 2                                      | Lage | 12. Dez. 2007 | Vera Schwarz wurde am 31. Dezember 1917 in Berlin als Tochter von Emil und Toni Schwarz geboren. Die Familie lebte bereits seit dem 1. April 1934 in der Wohnung in der Ostender Straße. Vera Schwarz musste nach der Enteignung der Familie Zwangsarbeit bei der Firma W. Spindler leisten. Am 28. März 1942 wurde Vera Schwarz zusammen mit ihren Eltern Emil und Toni mit dem XI. Transport nach Piaski deportiert. |
|      | Erwin Seutz             | Transvaalstraße 43                                     |      | 7. Juni 2013  | |
|      | Ella Trebe              | Togostraße 78                                          | Lage | Sep. 2009     | |
|      | Alfred Tworoger         | Müllerstraße 126 A                                     | Lage | Sep. 2009     | |
|      | Richard Tworoger        | Müllerstraße 126 A                                     | Lage | Sep. 2009     | |
|      | Kiwe Wild               | Barfusstraße 11 früher Barfusstraße 16                 | Lage | 23. Okt. 2012 | Kiwe Wild wurde am 4. Oktober 1876 in Izbica geboren. Sie wurde am 13. September 1939 verhaftet und zunächst im KZ Sachsenhausen interniert. Am 3. September 1940 wurde sie ins KZ Dachau verbracht, bevor sie am 12. Juli 1941 im KZ Buchenwald ermordet wurde. |
|      | Georg Witt              | Schulstraße 107                                        | Lage |               | |
|      | Rosa Witt               | Schulstraße 107                                        | Lage |               | |
|      | Elisabeth Wolff         | Müllerstraße 25 / Antonstraße (ehem. Müllerstraße 23a) | Lage | Apr. 2003     | |
|      | Julius Wolff            | Müllerstraße 25 / Antonstraße (ehem. Müllerstraße 23a) | Lage | Apr. 2003     | |